# Теракт во Владикавказе (2010)
Террористический акт во Владикавказе произошёл утром 9 сентября 2010 года в 11:20 по московскому времени.
Бомбу вблизи от центрального рынка Владикавказа привёл в действие уроженец Назрани 24-летний террорист-смертник Магомед Латыров, проезжавший в легковой машине «Волга-3102» мимо торговой площади. Взрывное устройство мощностью до 40 кг в тротиловом эквиваленте было начинено поражающими элементами в виде кусков арматуры и болтов. От взрыва сдетонировал баллон с газом. Чуть позже у входа на торговую территорию было обнаружено ещё одно взрывное устройство. Всего погибло 18 человек: 14 на месте, еще четверо скончались в больнице, пострадали 202 человека.
10 сентября 2010 года в соответствие с указом главы Северной Осетии Таймураза Мамсурова объявлено в республике траурным днем.
По факту взрыва возбуждено уголовное дело по статьям ст. 205 УК РФ (террористический акт), ч. 2 ст. 105 УК РФ (убийство двух и более лиц) и ст. 222 УК РФ (незаконный оборот оружия). Генеральный прокурор Юрий Чайка взял расследование теракта под личный контроль.
9 апреля 2014 года Северокавказский окружной военный суд приговорил организатора теракта Ису Хашагульгова к пожизненному лишению свободы. Ещё 4 организатора теракта во Владикавказе получили от 14 до 24 лет лишения свободы.

## Предыдущие теракты на рынке Владикавказа
- 6 ноября 2008 года — погибли одиннадцать человек, сорок один человек ранен
- 28 апреля 2002 года — погибли восемь человек, более сорока ранены
- 9 июля 2000 года — погибли шесть человек, восемнадцать получили ранения
- 19 марта 1999 года — погибли пятьдесят два человека, около двухсот ранены[7]